# Natriumlamp
Een natriumlamp is een gasontladingslamp die met natriumgas in een aangeslagen toestand licht uitzendt.
Er bestaan zowel lage- als hogedruknatriumlampen.
De natriumlamp vindt toepassing bij verlichting van buitenwegen, waterwegen en terreinen. Verder bij havens en sluiscomplexen en in de industrie, alsmede voor stadionverlichting.

## Geschiedenis

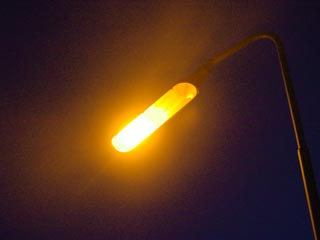
Straatverlichting met lagedruknatriumlampen (SOX)

Met kwik gevulde lagedrukontladingslampen waren reeds sinds 1902 in productie bij Cooper-Hewitt Electric Co. Onderzoeker Arthur Compton van de Amerikaanse firma Westinghouse ontwikkelde in 1919 een lagedruknatriumlamp, die geel licht uitstraalde maar een zeer hoge specifieke lichtopbrengst had. In 1920 ontwikkelde Compton het boriumglas dat nodig was voor de productie van lagedruknatriumlampen. Dat glas verdraagt het bijzonder agressieve natrium, en blijft in tegenstelling tot gewoon glas lichtdoorlatend.
Op 1 juli 1932 werd de straatverlichting tussen Beek en Geleen met lagedruknatriumlampen in bedrijf gesteld. In hetzelfde jaar werd de straatverlichting van Purley Way in Londen van natriumlampen voorzien. Deze lampen hadden toen een lichtopbrengst van 50 lumen/watt. Zowel Philips als Osram en General Electric begonnen in de jaren dertig met de productie van lagedruknatriumlampen.
William Louden en Kurt Schmidt van General Electric wisten door de ontwikkeling van lichtdoorlatend keramisch materiaal en speciale afdichtings- en fabricagetechnieken in 1964 de eerste hogedruknatriumlampen te ontwikkelen. De lampen werden vanaf 1965 door General Electric en later ook door de andere grote lampenfabrikanten gemaakt.
In de loop der jaren werden talloze verbeteringen doorgevoerd en werd zowel de lichtopbrengst als de levensduur voortdurend vergroot. Een belangrijke verbetering voor de lagedruklamp was de ontwikkeling rond 1965 door Philips van het type "SOX", waarbij een dunne laag indium-tin-oxide aan de binnenkant van de buitenballon werd aangebracht, die de infrarode warmtestraling van de binnenballon reflecteerde. Die reflectie geeft een aanzienlijke stijging van de lichtopbrengst.

## Lagedruknatriumlamp

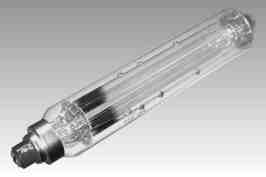
Lagedruknatriumlamp: de gasontlading vindt in de U-vormige binnenbuis plaats. In de uitstulpingen van de binnenbuis bevindt zich vast natrium, dat verdampt als de lamp wordt ingeschakeld.

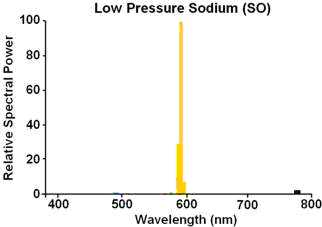
Spectrale emissie lagedruknatriumlamp

Lagedruknatriumlampen (SOX, LPS) geven geel licht, dat uitsluitend uit de voor natrium kenmerkende dubbele spectraallijn bestaat. Hierdoor is het bij deze verlichting onmogelijk kleuren waar te nemen. Voor toepassingen als verlichting van snelwegen hoeft dit echter geen bezwaar te zijn. De contrastwerking van het uitgestraalde licht is groot, evenals de doordringbaarheid bij mist. De specifieke lichtopbrengst van deze lampen is met 100-200 lumen/watt het hoogste van alle gasontladingslampen. Voor optimale werking moet de relatief grote binnenbuis op een temperatuur van 260 °C blijven. Daarom wordt de buitenballon luchtledig gepompt en wordt deze van binnen voorzien van een infrarood reflecterende laag tingedoopt indiumoxide. De lamp is voorzien van een bajonetlampvoet, en dient geplaatst te worden in de voorgeschreven nagenoeg horizontale brandstand. Dit zorgt voor een juiste verdeling van het natrium bij de afkoeling, doordat het condenseert in de regelmatig verdeelde uitstulpingen van de buis.

## Hogedruknatriumlamp

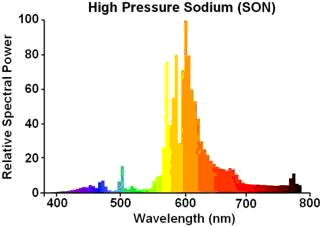
Spectrale emissie hogedruknatriumlamp

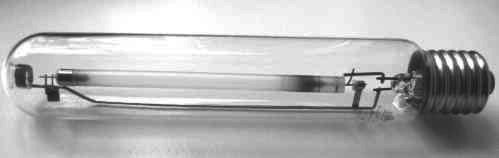
Hogedruknatriumlamp: in de binnenste buis vindt de gasontlading plaats.

Bij hogedruklampen (SON, HPS) wordt ook wat energie in de rest van het spectrum uitgestraald, waardoor de kleurweergave bij deze lampen een stuk beter is. Het uitgestraalde licht is meer lichtgeel, maar per type kan de kleur iets verschillen. Dit type lamp wordt tegenwoordig steeds vaker voor straatverlichting gebruikt.
Omdat de hogedruklampen kleiner en lichter zijn dan de vroegere typen, kan de lichtmast waaraan de straler bevestigd wordt, ook veel lichter zijn, vooral ook omdat het licht met een goede reflector eenvoudig te bundelen is. Een ander belangrijk toepassingsgebied is assimilatieverlichting. Er zijn zelfs typen die vrijwel wit licht uitstralen. De lichtopbrengst ligt tussen 100 en 130 lumen/watt. De lampen met vrijwel wit licht hebben het laagste rendement.
De levensduur van HPS-lampen ligt tussen de 10 000 en 30 000 uur. Bij lampen van de marktleider op het gebied van Long Life-verlichting loopt dit zelfs op tot bijna 50 000 uur.
De binnenballon van hogedruknatriumlampen wordt gemaakt van dichtgesinteld aluminiumoxide. Dit materiaal heeft een goede lichtdoorlaatbaarheid en is tot zeer hoge temperatuur bestand tegen het agressieve natrium. De voet van de lamp is uitgerust met Edison-schroefdraad. Dit kan, al naargelang het vermogen, een E 27 of E 40 lampvoet zijn. Er is geen bepaalde brandstand noodzakelijk, men kan de lamp in elke stand plaatsen.

## Enkele bijzonderheden
De levensduur van natriumlampen ligt tussen 10 000 en 30 000 uur. De lichtopbrengst neemt wel af gedurende de levensduur, maar voor moderne lagedruknatriumlampen is deze afname gering.
Omdat natrium bij kamertemperatuur een vaste stof is en een lage dampdruk heeft, wordt er een vulling van neongas gebruikt om de lamp te starten. Daardoor geeft de lamp na het starten eerst een roodachtig licht. Pas als hij genoeg opgewarmd is om het natrium te laten verdampen, zal hij de volle lichtsterkte bereiken. Doordat het voor het starten benodigde neon dan ook nog een beetje van zijn rode licht bijdraagt, ontstaat de indruk dat deze lampen een enigszins oranje licht uitstralen (de dubbele spectraallijn van natrium is zelf zuiver geel). Voor hogedruklampen worden ook andere edelgassen zoals xenon toegevoegd. Ook wordt er soms extra kwik in de ontlaadruimte aangebracht.
Natriumlampen worden via een voorschakelapparaat op het lichtnet aangesloten. Dat is bij alle gasontladingslampen nodig om de stroom door de lamp te begrenzen. Voor het ontsteken van natriumlampen is verder vereist dat dit apparaat de benodigde hoge startspanning kan leveren. Deze spanning ligt, al naargelang het vermogen van de lamp, tussen 340 en 600 V. Bij lagedruknatriumlampen wordt als voorschakelapparaat een zogeheten spaarlektransformator toegepast. Deze zorgt voor de stroombegrenzing, alsmede voor de verhoging van de ontsteekspanning. Bij hogedruknatriumlampen geschiedt het ontsteken met behulp van een elektronisch ontsteekapparaat, voor de stroomstabilisatie zorgt hier een smoorspoel.
Bij de lagedruklampen die een machine of een gevel moeten verlichten, dienen de benen van de U-vormig gebogen buis naast elkaar te liggen in de zogenaamde gevelverlichtingsstand. Bij toepassing voor wegverlichting moet de lichtuitstraling in de lengterichting van het wegdek zo groot mogelijk zijn. Hier plaatst men de lamp dan ook in de wegverlichtingsstand. In deze stand liggen de benen van de U loodrecht boven elkaar. Hierbij dient de as van de lamp loodrecht op de lengterichting van het wegdek te staan.